# Мануел да Нобрега
Мануел да Но́брега (порт. Manuel da Nóbrega, за старим написанням Manoel da Nóbrega, 18 жовтня 1517, Санфінс-ду-Доуру, Траз-уж-Монтіш, Португалія — 18 жовтня 1570, Ріо-де-Жанейро, Бразилія) — єзуїтський місіонер португальського походження, що працював у Бразилії. Разом з Жозе ді Анш'єтою, він був дуже впливовою людиною в колонії та брав участь в заснуванні кількох міст, таких як Ресіфі, Салвадор, Ріо-де-Жанейро і Сан-Паулу, так само як і багато єзуїтських місій та колегій.